# کیم سول هیون
کیم سول هیون (کره‌ای: 김설현؛ زادهٔ ۳ ژانویه ۱۹۹۵) که بیشتر با نام سول‌هیون (انگلیسی: Seolhyun) شناخته می‌شود، خواننده و بازیگر اهل کره جنوبی است. او عضو سابق گروه دخترانهٔ ای‌اوای بوده‌است و در مجموعه‌های تلویزیونی مربای پرتقال (۲۰۱۵)، کشور من (۲۰۱۹) و بیدار (۲۰۲۰–۲۰۲۱) ایفای نقش کرده‌است.

## حرفه
او در کودکی پیانو کار کرده‌است و زمانی‌که در کلوب مدرسه آموزش رقص می‌دید، تصمیم به خواننده شدن گرفت و به پیشنهاد دوستش در Smart Uniform Model Contest شرکت می‌کند و برنده می‌شود و از همان‌جا با کمپانی اف‌ان‌سی آشنا می‌شود و رئیس هان (بنیان‌گذار کمپانی اف‌ان‌سی) را ملاقات می‌کند.

## فیلم‌شناسی

### فیلم
| سال  | عنوان                    | نقش         | توضیحات   | منابع |
| ---- | ------------------------ | ----------- | --------- | ----- |
| ۲۰۱۵ | گانگنام بلوز             | کانگ سون هه |           |       |
| ۲۰۱۷ | خاطرات یک قاتل           | کیم اون هی  |           |       |
| ۲۰۱۸ | نبرد بزرگ                | بک ها       |           |       |
| ۲۰۲۰ | پی‌اچ‌وان: آغاز دنیای جدید | سولهیون     | حضور ویژه | [ ۱ ] |

### مجموعه تلویزیونی
| سال       | عنوان            | نقش         | توضیحات      | منابع |
| --------- | ---------------- | ----------- | ------------ | ----- |
| ۲۰۱۲      | دخترم سویونگ     | سو اون سو   |              |       |
| ۲۰۱۳      | هشدار زشت        | گونگ نا ری  |              |       |
| ۲۰۱۵      | مربای پرتقال     | بک ما ری    |              |       |
| ۲۰۱۶      | روی قلبت کلیک کن | الهه مدرسه  | حضور افتخاری | [ ۲ ] |
| ۲۰۱۹      | کشور من          | هان هی جه   |              |       |
| ۲۰۲۰–۲۰۲۱ | بیدار            | گونگ هه وون |              | [ ۳ ] |
| ۲۰۲۲      | لیست خرید قاتل   | دو دا هی    |              | [ ۴ ] |
| ۲۰۲۲      | تابستان درخشان   | لی یو روم   |              | [ ۵ ] |

### برنامه تلویزیونی
| سال  | عنوان                                  | نقش               | توضیحات         | منابع |
| ---- | -------------------------------------- | ----------------- | --------------- | ----- |
| ۲۰۱۵ | خانواده شجاع                           | عضو گروه بازیگران |                 |       |
| ۲۰۱۶ | قانون جنگل                             | عضو گروه بازیگران | قسمت‌های ۲۰۸–۲۱۱ | [ ۶ ] |
| ۲۰۲۱ | Document ON – Forest, Embracing People | راوی              |                 | [ ۷ ] |

### میزبان
| سال  | عنوان                        | توضیحات                            | منابع         |
| ---- | ---------------------------- | ---------------------------------- | ------------- |
| ۲۰۱۵ | جوایز سرگرمی کی‌بی‌اس          | همراه شین دونگ یوپ و سونگ شی-کیونگ | [ ۸ ]         |
| ۲۰۱۶ | جشنواره آهنگ کی‌بی‌اس          | همراه پارک بو گوم                  | [ ۹ ]         |
| ۲۰۱۷ | وان کی کنسرت در مانیلا       | همراه چوی مین هو                   | [ ۱۰ ]        |
| ۲۰۱۸ | جوایز سرگرمی کی‌بی‌اس          | همراه شین هیون-جون و یون شی-یون    | [ ۱۱ ]        |
| ۲۰۱۹ | اس‌بی‌اس گایو ده‌جون            | همراه جون هیون مو                  | [ ۱۲ ]        |
| ۲۰۲۱ | جشنواره آهنگ کی‌بی‌اس          | همراه چا اون وو و رو وون           | [ ۱۳ ] [ ۱۴ ] |
| ۲۰۲۲ | سی و یکمین جوایز موسیقی سئول | همراه کیم سونگ جو                  | [ ۱۵ ]        |

### حضور در موزیک ویدئو
| سال  | عنوان      | آرتیست      | منابع |
| ---- | ---------- | ----------- | ----- |
| ۲۰۱۲ | «Severely» | اف تی آیلند |       |
| ۲۰۱۵ | «Awesome»  | ان فلایینگ  |       |